# Ternouvate (oblast de Zaporijjia)
Ternouvate (ukrainien : Тернувате, russe : Терноватое, Ternovatoïe) est une commune urbaine du raïon de Zaporijjia, en Ukraine. Elle compte 1 250 habitants en 2022.